# ゲルハルト・ロート
ゲルハルト・ロート（ドイツ語: Gerhard Roth、1942年6月24日 - 2022年2月8日）は、オーストリアの作家。

## 生涯
父は医師エーミール・ロート（1912年 - 1995年）、母は看護学校生エルナ・ドルシュニッツ（1917年 - 1998年）。兄パウル（1941年 - 2001年）、弟ヘルムート（1944年生）の三人兄弟の内の2番めである。
生家は第二次世界大戦中の1945年の爆撃で破壊され、16人の犠牲者を出したが、幸い一家全員は無事だった。母がその前年1944年に、父が野戦病院で働くヴュルツブルクへ息子3人と共に逃れていたのである。
大戦後に一家はグラーツに帰還、ゲルハルトは1952年にケプラー実業ギムナジウム（ギムナジウム）に入学、1955年にリヒテンフェルス・ギムナジウムに移り、後に1961年にマトゥーラ（高校卒業資格、つまり大学入学資格）を得る。
幼少のころから画家のポンガルツと親交があり、1962年にヴォルフガング・バウアーの2作品でフォールム・シュタットパルクに俳優として登場。ゲルハルトはグラーツ大学で医学を学び始める。1963年にエリカ・ヴォルフグルーバー（1939年生まれ）と結婚、3人の子供をもうける。1967年に学業を中断してグラーツ計算センターのチーム主任となり、その後オペレーターに、やがて組織のオーガナイザーに就任。1971年人には共著『電子データ処理入門』を著す。1972年にフォールム・シュタットパルクのメンバーとなり、同年、最初の文学作品を公表する。
このころ、G.リューム、H.C.アルトマン、及びペーター・ハントケと知り合い、ハントケとは親しく交友を結ぶ。1972年にバウアーと共に、その1年後にはコレリッチュと共にアメリカを訪れる。また1975年と1978年には、自作『大いなる地平』と『僕は絵に飢えていた』の映画化の件で北米に赴く。その間、1976年にはエリカと離婚、後に妻となるゼンタ・トーンハウザーと共にシュタイアーマルク州南部の都市であるオーバーグライトへ移り、フリーの作家としての活動を始める。この地では、グライト・ハウスの建立に参画し、1973年から1978年までグラーツ作家連盟に一員として名を連ねた。なお、1977年に作品出版元をズーアカンプからS.フィッシャーに移行。1979年には「ハンブルク客員作家」の枠でハンブルクへ赴き、1980年には自作『静かな大洋』への自作写真展をグラーツ文化会館で開催。1982年からはウィーン・アクツィオニスムスの激越な美術家G.ブルースと交友、ブルースは後にロートの作品のイラストを手掛ける（『いたるところの死』など）。1986年からは冬はウィーン、夏はコップライニックに夏冬を住み分ける習慣となる。
文筆活動では終始、祖国オーストリア批判を絶やさず、1978年からの「沈黙のアルヒーフ」シリーズは大部の『いたるところの死』を含む都合7巻からなり、掉尾を飾る写真家フランツ・キルマイアの作品を添えたドキュメント・エッセイ集『ウィーンの内部への旅』によって1991年に完結するが、再び1993年からは第二の連作となる「オルクス」シリーズが始まり、2011年にようやく結びを迎える。なお、シュタイアーマルク州は2001年に、フランツ・ナーブル・インスティテュートに収められたロートの文学作品並びに写真作品の権利を生前譲渡の形で獲得している。
1996年の「オーストリア現代文学ゼミナール」の招待作家として来日。そのしばらく後に再来日している。
2022年2月8日の夜、重篤な病気ののちグラーツにて死去。79歳没。顕彰は数限りないが、中でも終生批判の態度を堅持した、その批判の対象となった祖国オーストリアから、2016年に国家大賞を授けられたことが特筆として挙げられる。
息子であるトーマス・ロート（表記はトーマス・ローツとも）は映画監督として活躍している。

## 邦訳作品
- 『ウィーンの内部への旅 ― 死に憑かれた都』須永恒雄訳 彩流社 2000年1月

## 作品
「沈黙のアルヒーフ」シリーズ
- I『深きオーストリアにて』 Im tiefen Österreich（1990年）
- II『静かな大洋』 Der Stille Ozean（1980年）
- III『いたるところの死』 Landläufiger Tod（1984年）
- IV『深淵のほとりで』 Am Abgrund（1986年）
- V『予審判事』 Der Untersuchungsrichter（1988年）
- VI『暗黒の歴史』 Die Geschichte der Dunkelheit（1991年）
- VII『ウィーンの内部への旅』 Eine Reise in das Innere von Wien（1991年）、和訳あり（彩流社、2000年）

「オルクス」シリーズ
- I 『湖』 Der See（1995年）
- II 『地図』 Der Plan（1998年）
- III 『山』 Der Berg（2000年）
- IV 『河』 Der Strom（2002年）
- V 『迷宮』 Das Labyrinth（2004年）
- VI 『時のアルファベット』 Das Alphabet der Zeit（2007年）
- VII-1 『都市。ウィーン内部での発見』 Die Stadt．Entdeckungen im Inneren von Wien（2009年）
- VII-2 『オルクス』 Orkus（2011年）

その他の文学作品
- 『アルベルト・アインシュタインの自伝』 Die autobiographie des albert einstein（1972年）
- 『第一次大戦の勃発』 Der Ausbruch des Ersten Weltkriegs（1972年）
- 『病気への意志』 Der Wille zur Krankheit（1973年）
- 『大いなる地平』 Der große Horizont（1973年）
- 『新しい朝』 Ein neuer Morgen（1976年）
- 『冬の旅』 Winterreise（1978年）
- 『ある謎の見取図』 Grundriss eines Rätsels（2014年）
- 『ミヒャエル・アルドリアンの迷い道』 Die Irrfahrt des Michael Aldrian（2017年）
- 『地獄は空っぽ - 悪魔は皆こっちだ』 Die Hölle ist leer – die Teufel sind alle hier（2019年）
- 『愛より意地悪な天使はいない』 Es gibt keinen böseren Engel als die Liebe（2021年）

写真本
- 『国境地帯』 Grenzland（1981年）
- 『写真 - 覚書帖』 Die Photo-Notizbücher（1995年）
- 『静寂の地図帖』 Atlas der Stille（2007年）
- 『不可視のウィーンにて』 Im unsichtbaren Wien（2010年）
- 『陸と海を越えて』 Über Land und Meer（2011年）
- 『絵の迷路にて』 Im Irrgarten der Bilder（2012年）
- 『痕跡』 Spuren（2017年）
- 『ヴェネチア』 Venedig（2020年）